# Condylostylus brevis
Condylostylus brevis är en tvåvingeart som beskrevs av Becker 1922. Condylostylus brevis ingår i släktet Condylostylus och familjen styltflugor.
Artens utbredningsområde är Costa Rica. Inga underarter finns listade i Catalogue of Life.